# Kuesta jurajska
Kuesta jurajska – forma terenu stanowiąca charakterystyczny próg skalny noszący w terminologii geomorfologicznej nazwę kuesty, wykształcony na monoklinie śląsko-krakowskiej. Ciągnie się ona od miejscowości Klucze aż po Częstochowę. Kuesta jurajska nie jest jednolitą skarpą, odznaczają się w niej liczne uskoki. Próg opada stromo w kierunku południowo-zachodnim w stronę pradoliny Warty. Wysokość względna skarpy wynosi 70 m oraz znajduje się na wysokości do 390 m n.p.m.
Kuestę jurajską budują jurajskie utwory, a konkretnie utwory jury środkowej i górnej, które zalegają w podłożu triasowym. Podłoże triasowe reprezentowane jest przez utwory mułkowo-ilaste. Utwory te są bardziej podatne na erozję. Ponad wcześniej wymienionymi utworami jurajskimi znajdują się już zerodowane osady kredowe z okresu eocenu i miocenu.